# Siêu năng lực
Siêu năng lực hay siêu phàm là một thuật ngữ văn hóa đại chúng dành cho những nhân vật hư cấu có khả năng siêu nhân. Khi một nhân vật sở hữu nhiều khả năng như vậy, thuật ngữ quyền năng được sử dụng thay thế. Thuật ngữ thường được dùng trong các tạp chí giấy, tạp chí truyện tranh, khoa học viễn tưởng, chương trình truyền hình và phim ảnh như một tính chất then chốt chỉ có ở siêu anh hùng.
Không có định nghĩa cố định cho "siêu năng lực". Trong văn hóa đại chúng, nó có thể được sử dụng để mô tả bất cứ sự cường điệu ở mức độ tối thiểu nào về các đặc điểm khác với người bình thường như có phép thuật và các khả năng gần như thần thánh gồm biết bay, siêu mạnh, phóng ra các chùm tia năng lượng tàn phá, thần giao cách cảm, dịch chuyển tức thời, siêu tốc hoặc điều khiển được thời tiết. Nhìn chung, những nhân vật hư cấu đặc biệt-nhưng-không phải-siêu nhân như Người Dơi, Mũi Tên Xanh và The Punisher có thể được phân loại như các siêu anh hùng mặc dù thực tế là họ không có bất kỳ siêu năng lực nào.